# Dolné Kočkovce
Dolné Kočkovce és un poble i municipi d'Eslovàquia que es troba a la regió de Trenčín. La primera menció escrita de la vila es remunta al 1332.

## Demografia
| Godina             | 1994 | 2004   | 2014   | 2024   |
| ------------------ | ---- | ------ | ------ | ------ |
| Nombre de persones | 1158 | 1196   | 1226   | 1177   |
| Diferència         |      | +3,28% | +2,50% | −3,99% |

| Godina             | 2023 | 2024   |
| ------------------ | ---- | ------ |
| Nombre de persones | 1176 | 1177   |
| Diferència         |      | +0,08% |